# Дорога слави (роман)
Дорога слави (англ. Glory Road) — роман у жанрі фентезі та наукової фантастики Роберта Гайнлайна. Роман виходив у журналі «Fantasy & Science Fiction» з липня по вересень 1963 року, а потім вийшов окремим виданням.

## Сюжет
Івлін Сиріл Гордон, також відомий під прізвиськами «Флеш» та «Ізі» (англ. I.C. омофон до англ. easy — легкий), рядовий 1-го класу армії США, повертається додому після участі в бойових діях у неназваному регіоні Південно-Східної Азії. Гордону дозволяють демобілізуватися з відбуттям до місця проживання не в США, а в Німеччину, де на американській військовій базі живуть його мати і вітчим. Виявивши, що його родичі вже перебралися до нового місця служби вітчима — на Аляску, Гордон вирішує залишитися на якийсь час в Європі і поселяється у Франції, на невеликому острівці Іль-дю-Леван поблизу Ніцци, де можна жити в наметі майже безплатно. Його плани на найближче майбутнє: дочекатися розіграшу Ірландського Тоталізатора (53 квитки якого він виграв у покер), в надії, що виграш дозволить йому оплатити навчання в університеті. Однак його доля склалася по-іншому.
Одного дня Гордон зустрічає на пляжі жінку неймовірної краси, яка зникає одразу після знайомства, навіть не назвавши свого імені. Наступного ранку в декількох американських газетах Гордон зустрічає оголошення: «ВИ БОЯГУЗ? ТОДІ ЦЕ НЕ ДЛЯ ВАС!». Оголошення обіцяє високооплачувану роботу, пов'язану з безліччю пригод та небезпек. Отримавши вирізку з оголошенням також поштою, Гордон вирішує, що це розіграш, спрямований саме на нього і йде за вказаною адресою. На своє здивування, там Гордона зустрічає незнайомка з пляжу. Жінка пропонує називати її Стар (англ. Star — зірка), оскільки приблизно так звучить її ім'я рідною мовою. Коли вона питає Гордона, як його називати, той пропонує своє армійське прізвисько, отримане через шрам на обличчі: «О, Скар (англ. Scar — шрам), думаю, підійде». Стар вчувається «Оскар» і вона дає йому це ім'я.
Стар пропонує Оскару роботу: повернути викрадений у неї предмет, іменований «Яйце Фенікса». Разом з Руфо, людиною років п'ятдесяти, якого Стар оголошує слугою Оскара, вони незрозумілим способом переміщаються на планету Невія, де слідуючи по Дорозі слави, зустрічають багато небезпек, борються з різноманітними монстрами і поступово добираються до мети подорожі: міжпросторової Брами до планети, де зберігається викрадене Яйце. За твердженням Стар, на Невії діють дещо інші закони фізики, через що користуватися вогнепальною зброєю вкрай небажано. В результаті команда Гордона озброєна суто шаблями, шпагами і луками.
Незадовго до фіналу подорожі Стар і Оскар одружуються. Вчергове перемістившись між планетами і проникнувши в гігантську вежу, де заховано Яйце, провівши свій маленький загін через лабіринт ілюзій, Оскар сам потрапляє в пастку вежі — йому здається, що останній коридор занадто темний і вузький, щоб троє могли безпечно пройти по ньому. Тому він просить друзів дочекатися його сигналу, що шлях безпечний, і вирушає далі один. Йому належить схрестити зброю з людиною, схожою на Сірано де Бержерака, справжнім майстром фехтування, і перемогти його. Але далі Оскара чекає ще один противник: «Народжений Ніколи, Пожирач Душ». Пожирач занурює його в лабіринт власних спогадів, прагнучи переконати, що його подорож по Дорозі Слави, його любов до Стар — лише яскравий сон після пекла війни в джунглях. Але Оскару вдається здолати останню ілюзію і знайти Яйце.
Отримавши його, Стар переміщує загін у власний світ, де Оскара чекає сюрприз: з'ясовується, що його дружина ні більше, ні менше — Імператриця двадцяти Всесвітів, а п'ятдесятилітній Руфо доводиться їй онуком. Таємниче Яйце Фенікса виявляється кібернетичним пристроєм, що містить повний запис спогадів Імператорів та Імператриць минулого, користуючись яким і керуючись досвідом попередників, Імператриця може приймати безпомилкові рішення. Попри юну зовнішність, Імператриця Стар — мати десятків дітей і термін її життя, завдяки спеціальним процедурам, вимірюється століттями.
Якийсь час Оскар насолоджується новим життям в розкоші, як чоловік Імператриці. Однак незабаром його долає нудьга, він відчуває себе абсолютно зайвим в цьому світі, де його знання і навички нікому не потрібні. Коли він запитує пораду у Стар, та видає йому своє безпомилкове твердження — у цього світу немає потреби в мандрівних лицарях, таких, як Оскар. Отже, він повинен піти, а Стар при всьому бажанні не може супроводжувати його — їй буде потрібно кілька десятиліть, щоб підготувати свого наступника.
Оскар повертається додому, намагаючись забути те, що бачив, і жити звичайним життям. Але світ Землі здається йому тепер дуже маленьким і тісним, навчання і робота в офісі — нестерпно нудними. Поступово він починає сумніватися, що всі ці пригоди були справжніми, а не просто марення втомленого ветерана. У фіналі він вирішує надіслати повідомлення своєму другу Руфо і після хвилюючого очікування отримує від нього відповідь. Оскар і Руфо знову вирушають на Невію, по Дорозі Слави, назустріч новим пригодам.

## Премії та номінації
В 1964 році «Дорога слави» номінована на премію «Х'юго» у категорії «Кращий роман», однак у фіналі віддала першість «Пересадковій станції» Кліффорда Сімака.

## Цікаві факти
- «Дорога слави» — один з небагатьох творів Роберта Гайнлайна, визнаного автора «твердої» НФ, що містить в собі елементи «фентезі». Попри нетиповий для себе жанр, автор звично «наситив» текст великою кількістю технічних деталей, в тому числі по техніці фехтування. Гайнлайн свого часу був член команди з фехтування Військово-морської академії США.
- Твір можна віднести до піджанру «планетарного роману» (основною ознакою якого є перебування героя / героїв на іншій планеті, що має значні фізичні і культурні відмінності від нашого світу), найвідомішим представником якого є «марсіанська» серія Едгара Берроуза, неодноразово згадувана у «Дорозі слави».

- У романі не згадується країна, в якій Гордон воював «військовим радником», однак з деталей не важко здогадатися, що йдеться про війну у В'єтнамі, яка в рік публікації роману, ще не переросла у повноцінну війну і називалася «заходами з наведення порядку».
- Латинський девіз, вигравіюваний на клинку Леді Вівамус, шаблі Оскара Гордона — «Dum vivimus vivamus» (лат. «Поки живі, будемо жити!») відносять до філософії епікурейства.